# 北京语言大学出版社
北京语言大学出版社簡称北语社，成立于1985年，为北京语言大学下属出版社，也是中国唯一从事对外汉语教材研究与出版的专业出版社。该社目前出版汉语教材1600多种。在版权输出方面，2006年向12个国家输出版权235种，位居全国第一。在国内与各新华书店、高校等建立采购关系，海外代理经销商达223家，覆盖了30余个国家和地区。

## 标志含义
标志由“语”衍化而来，表明出版社的以语言类图书为出版重点；而该标志的形象是中国传统文化中的“凤凰”，凤凰是文化与文明的传播使者，又有吉祥的寓意，同时也象征了出版社的腾飞。

## 方针、战略、文化
- 工作方针：以特色求生存，以创新促发展，以管理出效益。
- 发展战略：以来华留学汉语教材、海外汉语教材、少数民族汉语教材三足鼎立为龙头，以外语图书为侧翼，以对外汉语教材研发为后军。
- 企业文化：让每一个员工都热爱工作的环境；让每一个员工都发挥自己的潜能；让每一个员工都享受工作的快乐

## 主要出版物
- 《汉语乐园》
- 《美猴王汉语》
- 《新实用汉语课本》
- 《汉语会话301》
- 《HSK考试系列丛书》
- 《轻松学中文》